# Noordin Mohammad Top
Noordin Mohamed Top, (11 de agosto de 1968 - 17 de septiembre de 2009) fue un criminal y terrorista malasio, uno de los más buscados de todo el sudeste de Asia y cerebro de la mayoría de los atentados cometidos en la región. Murió el 17 de septiembre de 2009, junto a otros tres militantes, durante un asalto a una casa en la isla de Java por la Policía indonesia. 
Así lo confirmó el jefe de las fuerzas de seguridad, Bambang Hendarso Danuri, después de que se cotejaran las huellas dactilares de los fallecidos con la base de datos policiales y de comunicar al presidente del país, Susilo Bambang Yudhoyono, que la operación había conseguido su principal objetivo.
Top, que creó un violento grupo escindido de la red extremista regional Jemaah Islamiah, era considerado responsable de los atentados en Bali y Yakarta, que mataron a decenas de occidentales e indonesios.

## Operativo
En la inspección de la casa ubicada en el extrarradio de la ciudad de Solo, las fuerzas de seguridad se incautaron de ocho bolsas con 200 kilos de material explosivo, un fusil de asalto M16 y una granada de mano.
La operación, que duró siete horas, comenzó en la madrugada deL 17 de septiembre, cuando miembros de la unidad antiterrorista indonesia rodearon la casa de campo en la que se atrincheró el grupo, situada en Kertosari, un modesto barrio. En el asalto final a la vivienda, tras la negativa del grupo de integristas a entregarse, se desató un intenso tiroteo, que fue seguido de al menos dos explosiones.
Top había eludido a las autoridades durante años y, en otra operación en Java Central en agosto de 2009, algunos policías habían pensado inicialmente que habían matado al activista, pero luego las pruebas forenses mostraron que estaban equivocados.
Indonesia, la principal economía del sudeste de Asia y el país musulmán más poblado del mundo, estaba bajo gran presión para capturar o matar a Top antes de la visita del presidente estadounidense, Barack Obama, prevista para noviembre de 2009.